# Fabio Schvartsman
Fabio Schvartsman (25 de fevereiro de 1954) é um engenheiro de produção e executivo brasileiro. Tomou posse no cargo de presidente da Vale S.A. em 22 de maio de 2017 e ocupou o posto até fevereiro 2019, quando pediu o seu afastamento temporário ao conselho de administração da companhia.

## Biografia
Graduado e pós graduado em engenharia de produção pela Escola Politécnica da Universidade de São Paulo (POLI-USP), foi diretor financeiro da Ultrapar e chefiou a Duratex e a Klabin. Por fim, assumiu a presidência da Vale S.A.
Fabio Schvartsman assumiu o comando da Vale pouco mais de um ano e meio do rompimento de uma barragem da mineradora Samarco e, segundo funcionários e analistas que acompanham a empresa, "Mariana nunca mais" era um dos lemas que ele colocou para a companhia. Seu mandato foi renovado por mais dois anos. Contudo, no contexto do rompimento da barragem do Córrego do Feijão, no fim de janeiro de 2019, quando Fabio Schvartsman ainda era o presidente da empresa, ele se pronunciou afirmando que:
| “                                             | A Vale é uma das melhores empresas que eu conheci da minha vida. É uma joia brasileira, que não pode ser condenada por um acidente que aconteceu em sua barragem, por maior que tenha sido a tragédia. | ” |
| — Fabio Schvartsman, então presidente da Vale | |   |

Em 2016, de acordo com a própria Vale, a renda anual do presidente da companhia foi de quase 60 milhões de reais, quando era presidida então por Murilo Ferreira, que foi substituído por então por Fábio Schvartsman, que ganhou R$ 19 milhões.